# سيدي عياد (تونس)
سيدي عياد قرية تبعد عن مدينة قعفور بحوالي 9 كلم على الطريق المؤدية غلى مدينة الفحص. أقيمت حول ولي يحمل نفس الاسم وتقام له زردة سنوية.

### مواضيع ذات علاقة
- ولاية سليانة.

1. ↑  "المناطق الترابية (العمادات) حسب الولايات والمعتمديات". اطلع عليه بتاريخ 2024-11-30.